# Saint-Vaast-sur-Seulles
Saint-Vaast-sur-Seulles – miejscowość i gmina we Francji, w regionie Normandia, w departamencie Calvados.
Według danych na rok 1990 gminę zamieszkiwało 115 osób, a gęstość zaludnienia wynosiła 27 osób/km² (wśród 1815 gmin Dolnej Normandii Saint-Vaast-sur-Seulles plasuje się na 771. miejscu pod względem liczby ludności, natomiast pod względem powierzchni na miejscu 944.).